# Мертва зона (телесеріал)
«Мертва зона» (англ. The Dead Zone) — американо-канадський фантастичний драматичний телесеріал 2002—2007 років, заснований на однойменному романі письменника Стівена Кінга. Сюжет оповідає про вчителя Джонні Сміта, який в результаті дорожньо-транспортної пригоди після тривалої коми отримав надлюдські психічні здібності й тому може бачити минуле та майбутнє. Головні ролі зіграли Ентоні Майкл Голл, Ніколь де Бур, Кріс Бруно, Джон Л. Адамс і Коннор Прайс. Продюсерами стали Lionsgate Television і Paramount Network Television (пізніше — CBS Paramount Network Television) для USA Network.
Спочатку телесеріал був замовлений для UPN, але пізніше мережа відмовилася від нього, тому проєкт підтримала USA Network. Перші п'ять сезонів серіалу знімали у Ванкувері, Британська Колумбія, Канада. Шостий і останній сезон названий «Сезоном, який змінює все»; виробництво було перенесено в Монреаль.
Очікувалося, що «Мертву зону» буде продовжено на сьомий сезон, але через фінансові проблеми та побоювання низьких рейтингів з боку продюсерів серіал скасовано у грудні 2007 року без чіткого фіналу. Ходили чутки, що телеканал Syfy підтримає проєкт, але цього не сталося.

## Синопсис
Учитель малого містечка Джонні Сміт потрапив в автомобільну аварію, яка залишає його в комі протягом шести років. Після приходу до тями Джонні починає бачити минуле та майбутнє, торкаючись предметів або людей, лікарі приписують ці бачення до діяльності в зонах мозку, що раніше не використовувалися — так звана «мертва зона» — і які намагаються компенсувати порушену функцію пораненої частини. Джонні дізнається, що його наречена, Сара, народила сина після аварії, але одружилася з іншим.
За допомогою Сари, її чоловіка Волта та фізіотерапевта-друга Брюса Джонні починає використовувати свої здібності з метою розслідування злочинів і допомоги людям. Проте його спроби зробити добрі справи ускладнюються ще одним видінням апокаліптичного масштабу, страшним і відносно недалеким майбутнім події, яке прямо пов'язано з кандидатом у вибори до Конгресу Грегом Стіллсоном.

## Ролі та персонажі
Головні
- Ентоні Майкл Голл — Джон Роберт «Джонні» Сміт (сезони 1-6)
- Ніколь де Бур — Сара Енн Брекнеле-Баннерман (сезони 1-6)
- Коннор Прайс[en] — Джон «Джонні» Баннерман 'JJ'/Сміт (сезон 6)
- Джон Л. Адамс — Брюс Льюїс (сезон 1-5, головний персонаж), другорядний — сезон 6)
- Кріс Бруно — шериф Вальтер Т. «Волт» Баннерман (сезони 1-5, головний персонаж, другорядний — сезон 6)

Повторювані
- Девід Огден Стірс — Рев Парді (сезони 1-6)
- Білл Монді[en] — заступник Роско (сезони 1-6)
- Шон Патрік Фленері — Грег Аммас Стіллсон (сезони 1-6)
- Спенсер Актимічук — Джон «Джонні» 'JJ' Баннерман (сезони 1-5)
- Крістен Далтон — Дана Брайт(сезони 1-2, 5)
- Френк Вейлі — Крістофер Вей (сезони 2-3)
- Сара Вінтер — Ребека Колдвелл (сезони 3-4)
- Дженніфер Фінніґан[en] — Олександра «Алекс» Сінклер (сезони 4 і 6)
- Кара Буоно — виконавець обов'язки шерифа Анна Тернер (сезон 6)
- Гаррі Мел — Джеймс Стіллсон (сезони 1-4)
- Мартін Донован — Малкольм Янус (сезони 4-6)
- Лора Гарріс[en] — Міранда Елліс (сезони 4-5)

Персонажі
- Джонні Сміт — в минулому учитель, який в результаті автомобільної аварії отримав екстрасенсорні здібності. Після подій на карнавалі у першій серії (ще до автомобільної аварії) стає зрозуміло, що у Джонні вже є певні екстрасенсорні здібності. Але, після коми, вони переростають з інтуїції до видінь, які потребують певних дій — наприклад доторкнутись до людини, або предмета. Пізніше показується, що Джонні може маніпулювати часом у видінні, може зупиняти, сповільнювати, відмотувати вперед, або назад час. Через видіння він може отримати відомості з минулого, майбутнього або теперішнього.

- Сара Енн Брекнеле-Баннерман — колишня наречена Джонні та мати його сина Джей-Джея (JJ). Сара вийшла за Волта Баннермана під час того, як Джонні перебував у комі, і вони разом ростили Джей-Джея. Сара знала Джонні з дитинства, пізніше навчались в одній школі. Мати Сари померла коли вона була підлітком, що погіршило її відносини із батьком. У кінці 5-го сезону вона вагітніє від Волта. На початку 6-го сезону, в неї народжується дочка, якій дають ім’я Хоуп (з англійської — Надія).

- Шериф Волт Баннерман — спочатку відносини між Волтом і Джонні були напруженими, через те, що Джонні вважав, що Волт «вкрав» у нього Сару. Однак, після того, як Джонні використовував свої здібності для допомоги у різних правоохоронних ситуаціях, Джонні став «помічником» Волта, і згодом вони стали друзями. Ім’я Волт Баннерман — це комбінація імен Джордж Баннерман і Волт Хазлет; у романі, Джордж Баннерман був шерифом, а Волт Хазлет — чоловіком Сари. На початку 6-го сезону Волт загинув у пожежі. Однак, він продовжував з’являтись у сезоні у видіннях, флешбеках і навіть в якості привида.

- Брюс Льюїс — фізіотерапевт, який допомагає Джонні відновитись після коми. Брюс вірить в екстрасенсорні здібності Джонні, хоча виховувався у релігійній обстановці батьком пастором. Він найкращий друг Джонні та часто виступає голосом розуму і певно є причиною розбіжності з романом або фільмом 1983 року (Джонні не пробував вбити Грега Стіллсона до виборів). У 12-й серії 2-го сезону представили видіння з альтернативної реальності де Брюс замість того, щоб стати фізіотерапевтом, продовжив справу батька і став пастором. Відсутність Брюса вплинула на те, що Джонні став нестабільним, і його здібності звели його з розуму.

## Епізоди

### Сезон 1: 2002
| # | # | Заголовок                     | Режисер         | Сценаристи                                                          | Дата виходу    |
| --- | - | ----------------------------- | --------------- | ------------------------------------------------------------------- | -------------- |
| 1 | 1 | «Колесо фортуни (Частина 1)»  | Роберт Ліберман | Майкл Піллер і Шон Піллер Телеспектакль: Майкл Піллер               | 16 червня 2002 |
| Джон Сміт прокидається після 5 років у комі. Після чого він з’язовує, що він може побачити та відчути минуле та майбутнє речей та людей до яких він торкається. Його колишня наречена вийшла за місцевого шерифа, у неї є син, який нічого не знає про свого батька. |   |                               |                 |                                                                     |                |
| 2 | 2 | «Те, що здається (Частина 2)» | Роберт Ліберман | Майкл Піллер і Шон Піллер Телеспектакль: Майкл Піллер               | 23 червня 2002 |
| У Джонні видіння, що одна з його медсестер задушенна. Він разом з Брюсом, його фізіотерапевтом, робить все, щоб врятувати її, але душать іншу жінку. Джонні і шериф Банерманн висліжують злодія, яким виявляється друг Волта, заступник шерифа.                      |   |                               |                 |                                                                     |                |
| 3 | 3 | «Якість життя»                | Джон Лафіа      | Майкл Піллер і Шон Піллер Телеспектакль: Майкл Піллер               | 30 червня 2002 |
| 4 | 4 | «Загадка»                     | Майкл Робинсон  | Тор Валенза, Майкл Піллер, і Джо Меноскі Телеспектакль: Джо Меноскі | 7 липня 2002   |
| 5 | 5 | «Необґрунтований сумнів»      | Роберт Ліберман | Майкл Тейлор                                                        | 14 липня 2002  |
| 6 | 6 | «Дім»                         | Джеймс Контнер  | Майкл Піллер і Шон Піллер Телеспектакль: Майкл Піллер               | 21 липня 2002  |
| 7 | 7 | «Ворожий розум»               | Джон Кассар     | Хав'єр Грилло-Марксуа і Девід Бенз Телеспектакль: Девід Бенз        | 28 липня 2002  |